# Lypovets (huyện)
Huyện Lypovets (tiếng Ukraina: Липовецький район, chuyển tự: Lypovetss’kyi raion) là một huyện của tỉnh Vinnytsia thuộc Ukraina. Huyện Lypovets có diện tích 969 km², dân số theo điều tra dân số ngày 5 tháng 12 năm 2001 là 44273 người với mật độ 46 người/km2. Trung tâm huyện nằm ở Lypovets.